# Gleichenia boryi
Gleichenia boryi är en ormbunkeart som beskrevs av Kze. Gleichenia boryi ingår i släktet Gleichenia och familjen Gleicheniaceae. Utöver nominatformen finns också underarten G. b. madagascariensis.